# Cortinarius scaurus
Cortinarius scaurus (Elias Magnus Fries, 1818 ex Elias Magnus Fries, 1838) din încrengătura Basidiomycota, în familia Cortinariaceae și de genul Cortinarius este o specie doar regional răspândită de ciuperci necomestibile care coabitează, fiind un simbiont micoriza (formează micorize pe rădăcinile arborilor). O denumire populară nu este cunoscută. În România, Basarabia și Bucovina de Nord trăiește numai pe sol acru și umed, preferat mlăștinos, la deal, dar în special la munte, mai rar la câmpie, sociabil în grupuri mai mari sau mai mici, în păduri de conifere, adesea în apropiere de turbării sub molizi și brazi, de obicei prin mușchiul de turbă (Sphagnum). Timpul apariției este din (august) septembrie până în noiembrie.

## Taxonomie

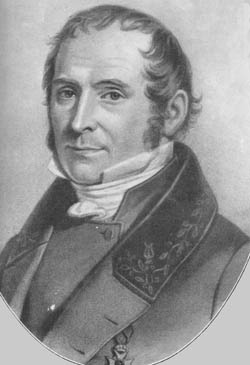
Elias M. Fries

Numele binomial a fost determinat drept Agaricus scaurus de renumitul savant suedez Elias Magnus Fries în volumul 2 al operei sale Observationes mycologicae din 1818 și transferat de el însuși la genul Cortinarius sub păstrarea epitetului în lucrarea sa Epicrisis systematis mycologici, seu synopsis hymenomycetum din 1838, fiind numele curent valabil (2021).
Sinonime obligatori sunt Myxacium scaurum al micologului german Paul Kummer din 1871 precum cei ai compatrioților săi, anume Phlegmacium scaurum a lui Friedrich Otto Wünsche din 1877 și Gomphos scaurus a lui Otto Kuntze din 1891, cele trei bazând pe descrierea lui Fries.
Numele Thaxterogaster scaurus, creat de micologii finlandezi Tuula Niskanen și Kare Liimatainen în 2022, bazând pe denumirea lui Fries, este un sinonim obligatoriu. Mai mult, în momentul de față se năzuiește spre determinarea nouă a speciei, cu toate că termenul Phlegmacium este stabilit drept subgen al genului Cortinarius.
Toate celelalte încercări de redenumire precum formele și variațiile descrise sunt acceptate drept sinonime. 
Epitetul specific este derivat din cuvântul latin (latină scaurus= picior strâmb, în formă de ghemotoc), datorită aspectului piciorului.

## Descriere

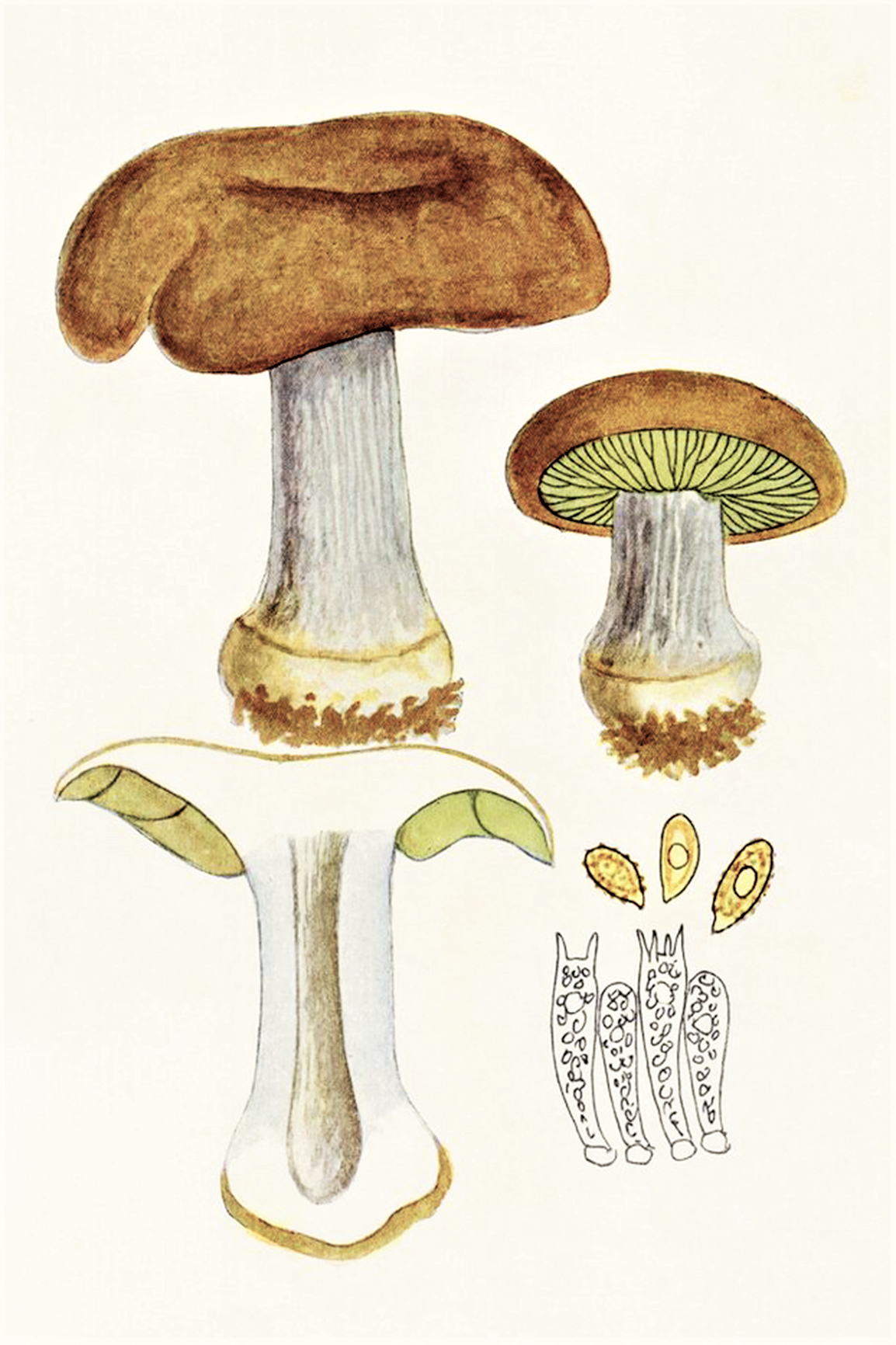
Bres.: Cortinarius scaurus

- Pălăria: destul de moale are un diametru de 4-7 (9) cm, este inițial rotunjită până la aproape semisferică, apoi întinsă, rămânând ușor convexă pentru o lungă perioadă de timp și doar rareori cu o cocoașă tocită. Cuticula care poate fi ușor depărtată de pălărie este catifelată până încarnat fibroasă, higrofană cu pete apoase, cleioasă până unsuroasă, fiind la ariditate lucioasă și lipicioasă. Coloritul este preponderent gri-brun cu nuanțe mai mult sau mai puțin distincte violacee sau măslinii, spre marginea netedă și ascuțită adesea cu o zonă de un brun mai închis.
- Lamelele: destul de aglomerate sunt subțiri cu lameluțe intercalate și mai ales bifurcate de lungime diferită, slab bombat aderate la picior, uneori cu un dinte, fiind învăluite la început de o cortină galben-verzuie, formată din fibre foarte fine ca păienjeniș, fragmente ale vălului parțial. Coloritul inițial galben-verzui cu nuanțe violacee până la viu verde-măsliniu, devine cu timpul ruginiu până la brun de scorțișoară. Muchiile sterile de aceiași culoare sunt netede.
- Piciorul: cu o înălțime de 4-8 (10) cm și o grosime de 1-1,5 cm (bulbul la bază până la 2,5 cm) este neted și lucios, destul de puternic, cilindric la bază cu un bulb bordurat tăios, uneori învelit la margine de resturi galben-verzui ale vălului și plin pe dinăuntru. Suprafața albicioasă cu fibre maronii este inițial aproape complet violacee. În vârstă culoarea violetă se ține doar spre vârf, baza decolorându-se gri-gălbui și partea inferioară la atingere brun-roșiatic. Nu prezintă un inel.
- Carnea: destul de groasă și moale este în pălărie murdar albicioasă, sub cuticulă gri-maronie, în picior albastru de oțel, licărind argintiu strălucitor și în bază brun-verzuie pal cu o nuanță de măsliniu. Mirosul este pentru ciuperca întreagă nesemnificativ, dar odată tăiată miroase de miere, gustul fiind blând.[3][4]
- Caracteristici microscopice: are spori lutului în formă de migdale până alungit ovoidali cu o picătură mare uleioasă în centru și fin verucoși, punctați închis pe exterior, cu o mărime de 9-11 x 5,5-6 microni. Pulberea lor este brun ruginie. Basidiile translucide cu un conținut granulos sunt clavate cu 2-4 sterigme fiecare și au o dimensiune de 30-35 x 8- 10 microni. Cistidele (elemente sterile situate în stratul himenal sau printre celulele din pielița pălăriei și a piciorului, probabil cu rol de excreție) ce va mai scurte au o formă de măciucă. Are o cuticulă duplex. Epicutis este puternic gelificată cu celule intacte și un pigment intracelular brun-măsliniu. Hipodermul pronunțat deține celule de până la aproximativ 20 µm lățime cu un pigment galben pal în pereții groși. Încrustații lipsesc sau sunt doar puțin pronunțate.[12][13]
- Reacții chimice: carnea se decolorează cu acid azotic brun, sub aburi de amoniac roșu-purpuriu, cu azotat de mercur (II) gri-verzui, iar cuticula cu hidroxid de potasiu purpuriu-violaceu destul de repede brun-purpuriu și carnea verde-măsliniu murdar.[14][15]

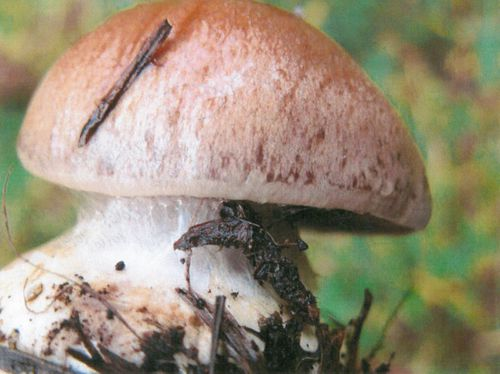
C. scaurus tânăr
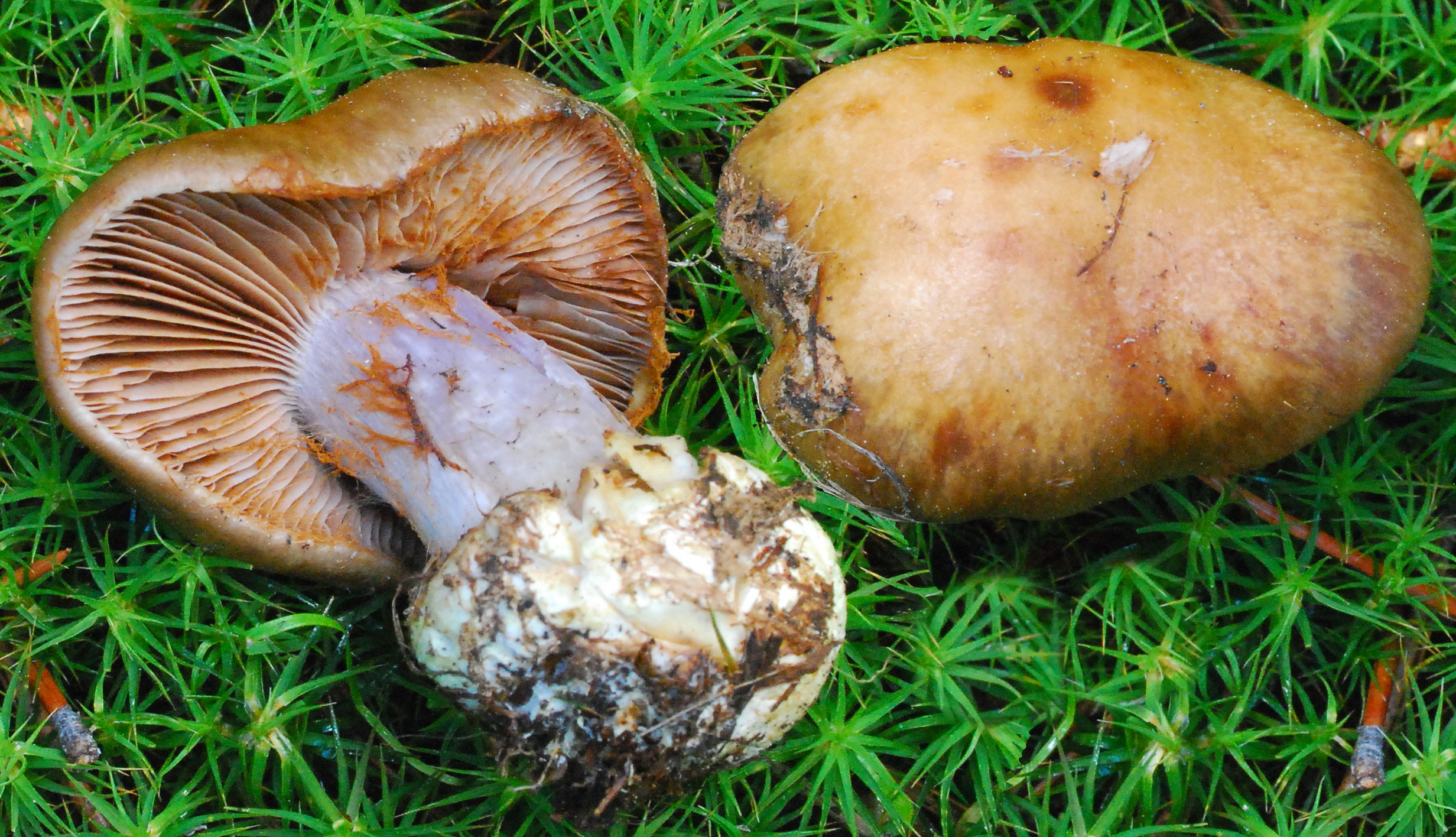
C. scaurus matur, pălărie, lamele și picior

## Confuzii
Specia poate fi confundată de exemplu cu Cortinarius callochrous (necomestibil), Cortinarius cupreorufeus sin. Cortinarius orichalceus (necomestibil, miros mucegăit, ceva de ridichi, gust amar) + imagini, Cortinarius dibaphus (necomestibil), Cortinarius elegantior, (comestibil), Cortinarius glaucopus (comestibil), Cortinarius infractus (necomestibil, extrem de amar), Cortinarius multiformis (comestibil), Cortinarius odorifer (comestibil, cu un miros de anason), Cortinarius rubicundulus (posibil letal, miros slab de ridichi, gust amar) Cortinarius saporatus (necomestibil, gust dulcișor de prăjitură) sau cu Cortinarius sodagnitus (necomestibil, miros neînsemnat, gust acru, mai ales în cuticulă).

## Specii de ciuperci asemănătoare în imagini

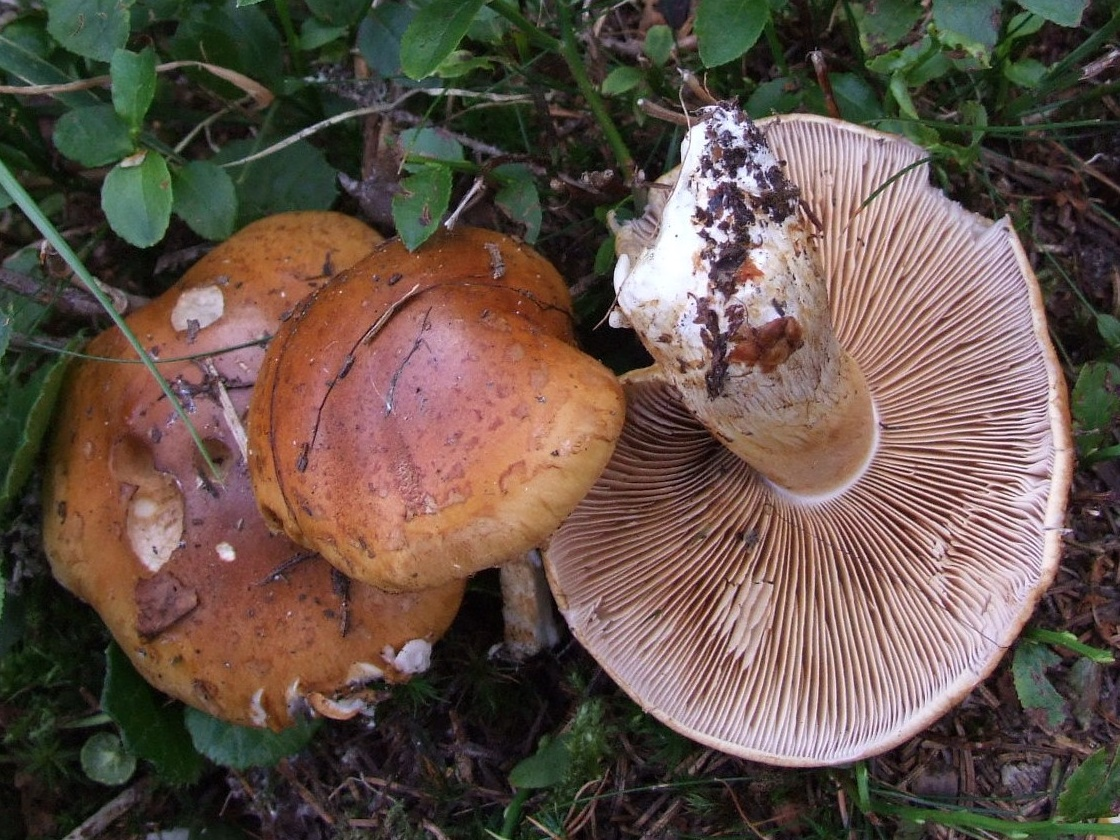
!Cortinarius callochrous!
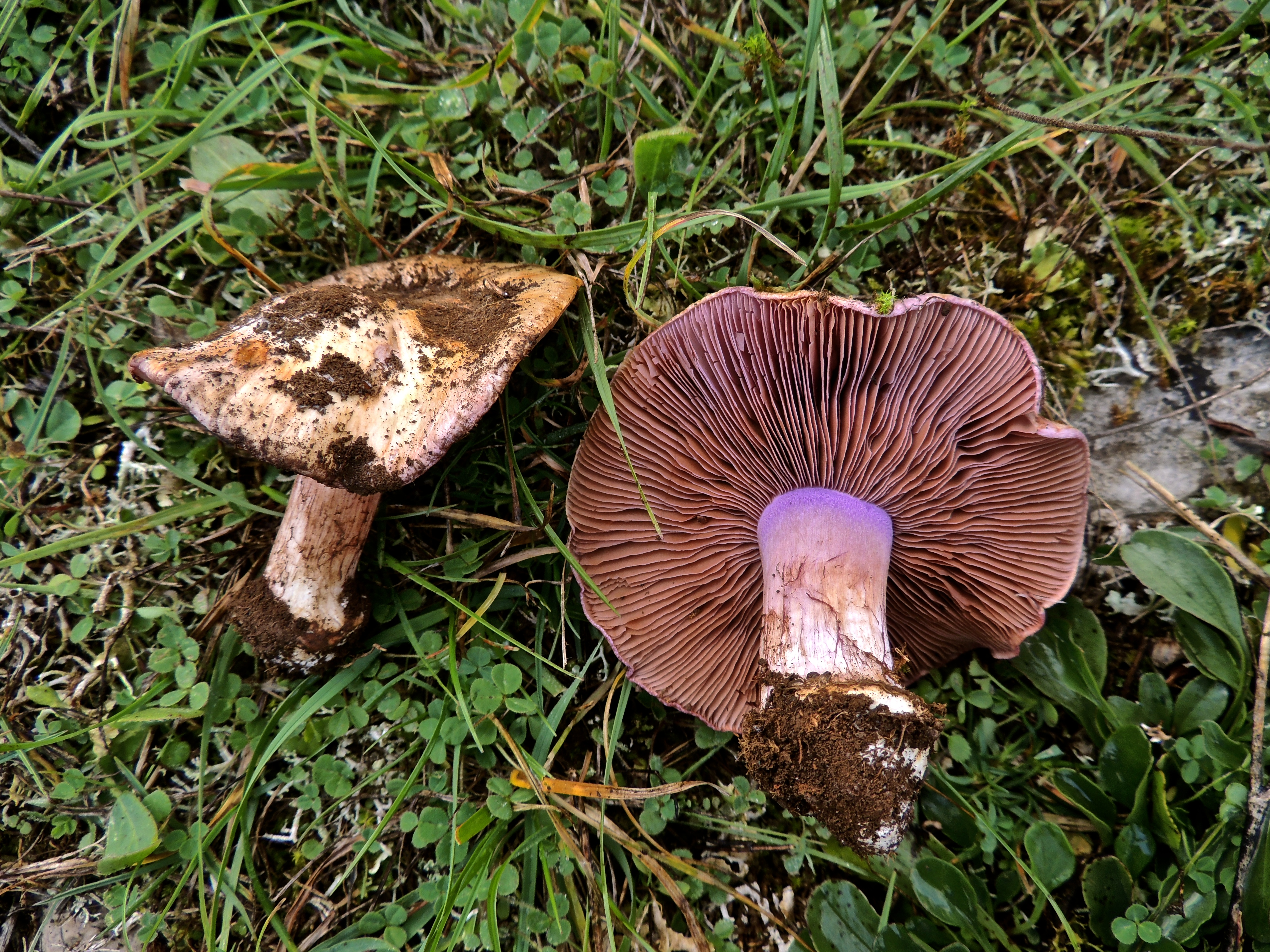
!Cortinarius dibaphus!
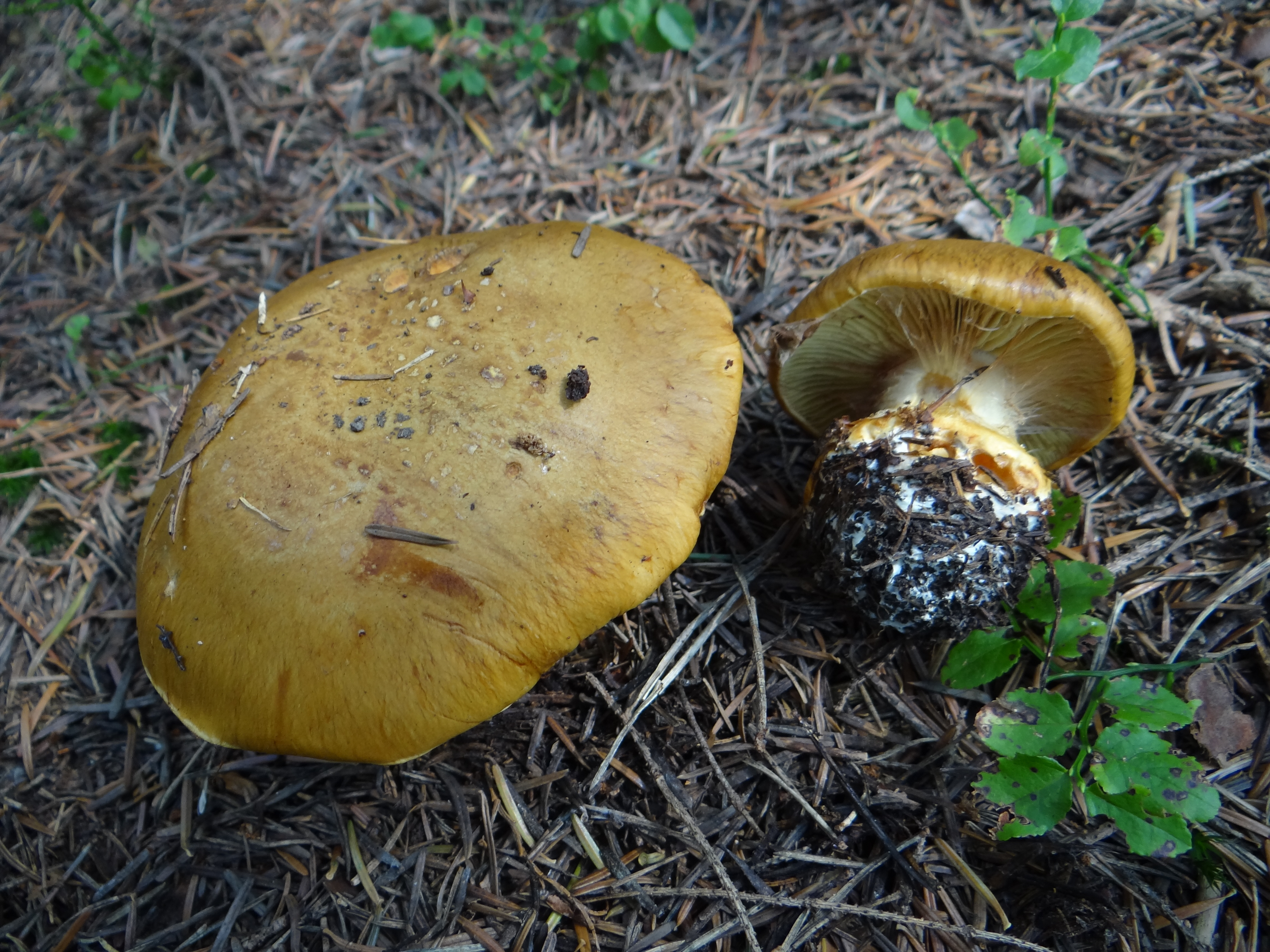
Cortinarius elegantior
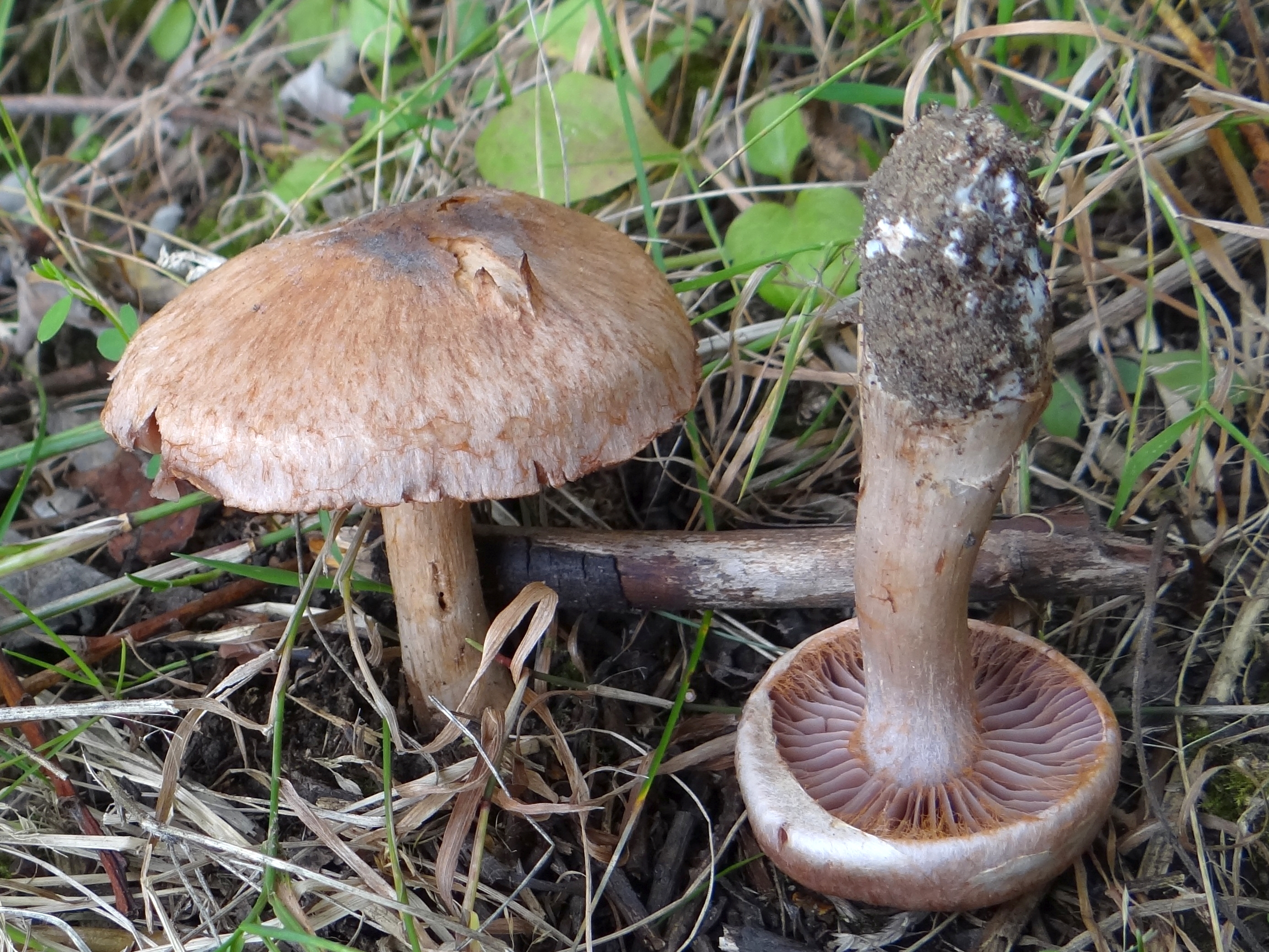
Cortinarius glaucopus
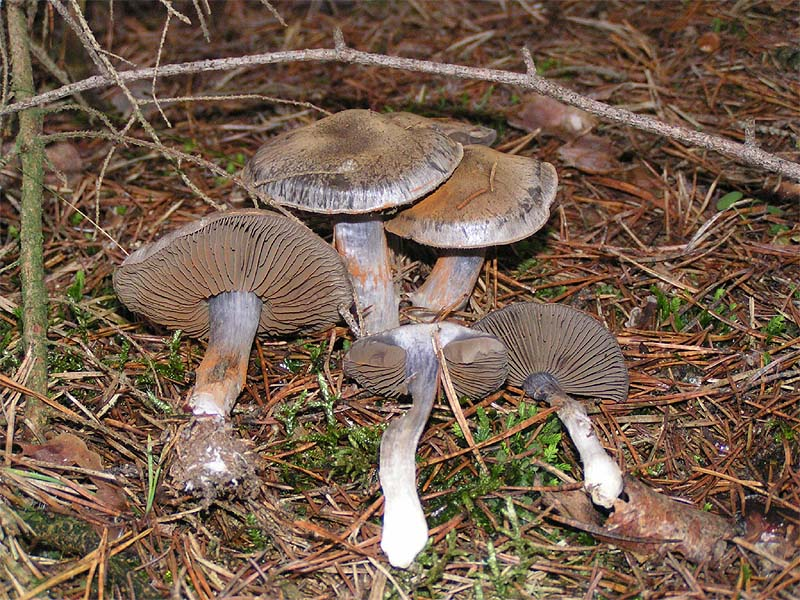
!Cortinarius infractus!

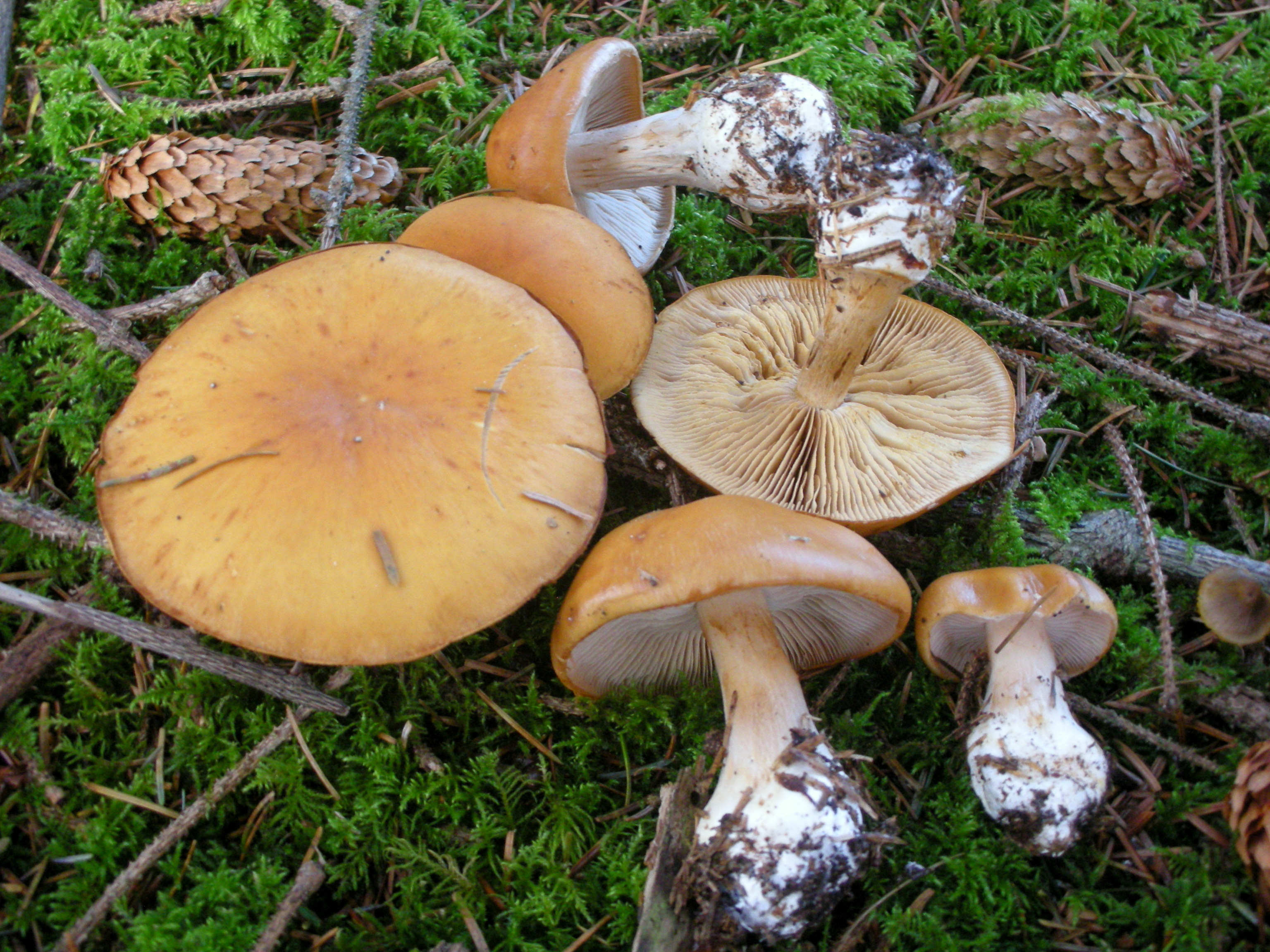
Cortinarius multiformis
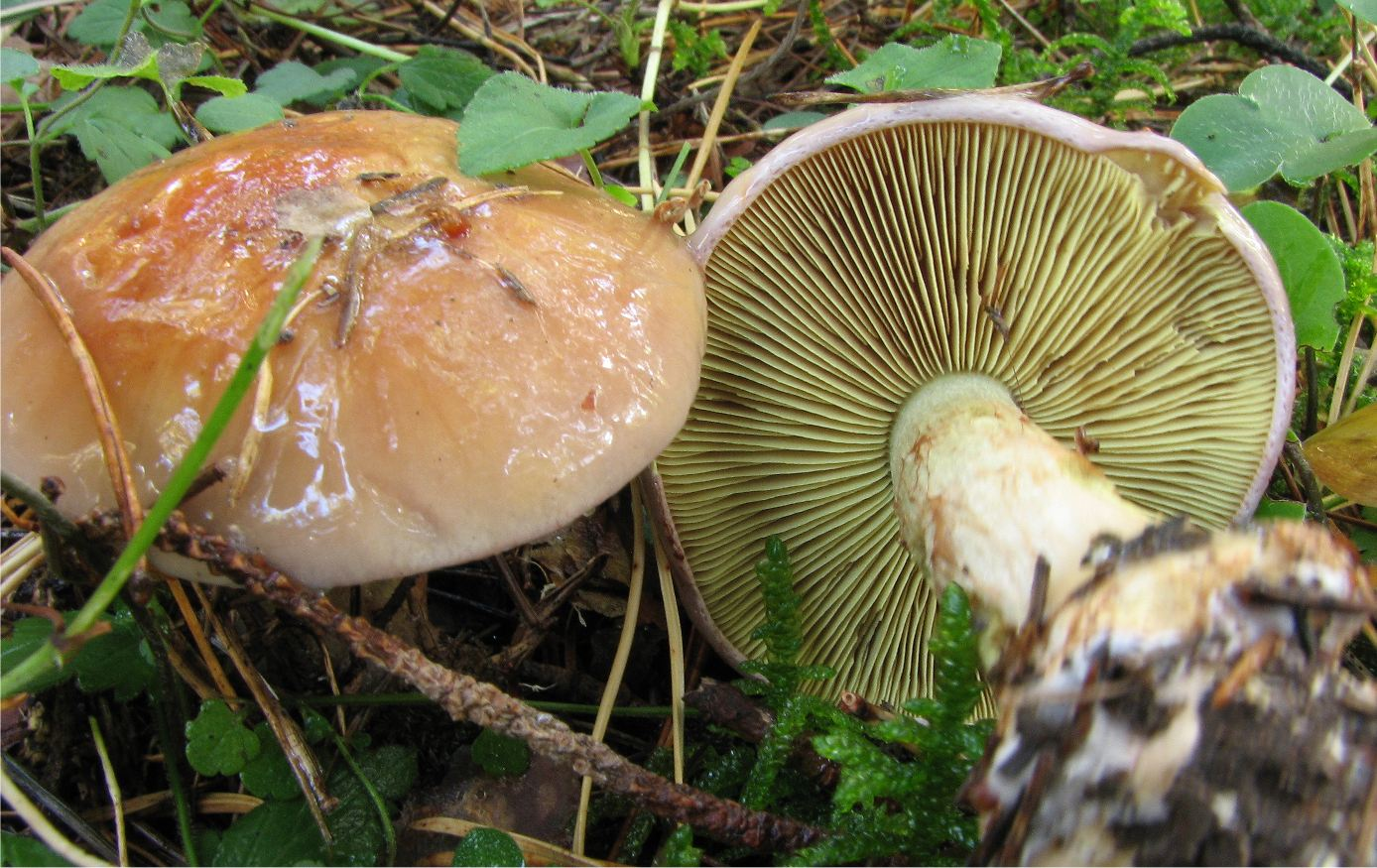
Cortinarius odorifer
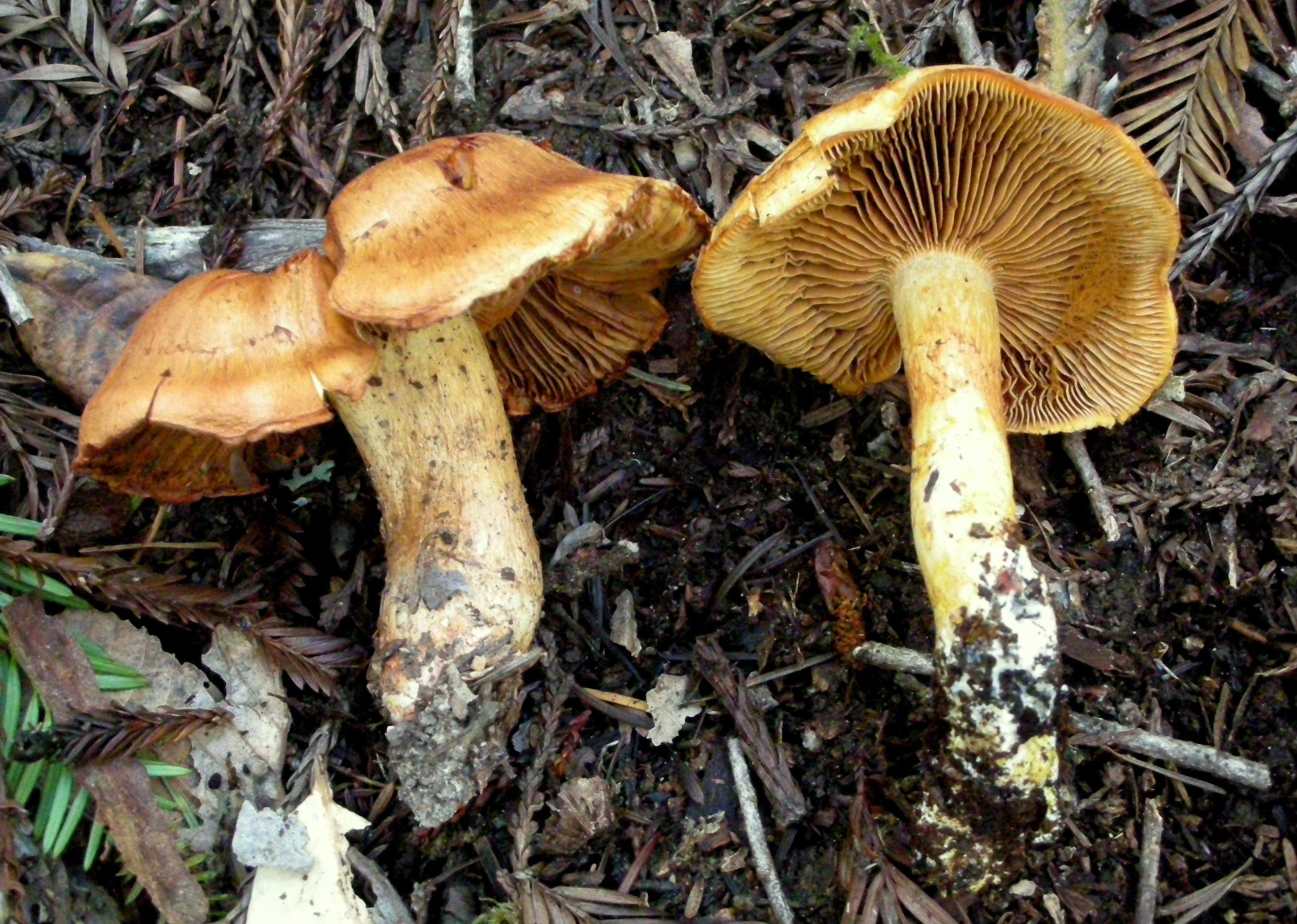
!!!Cortinarius rubicundulus!!!
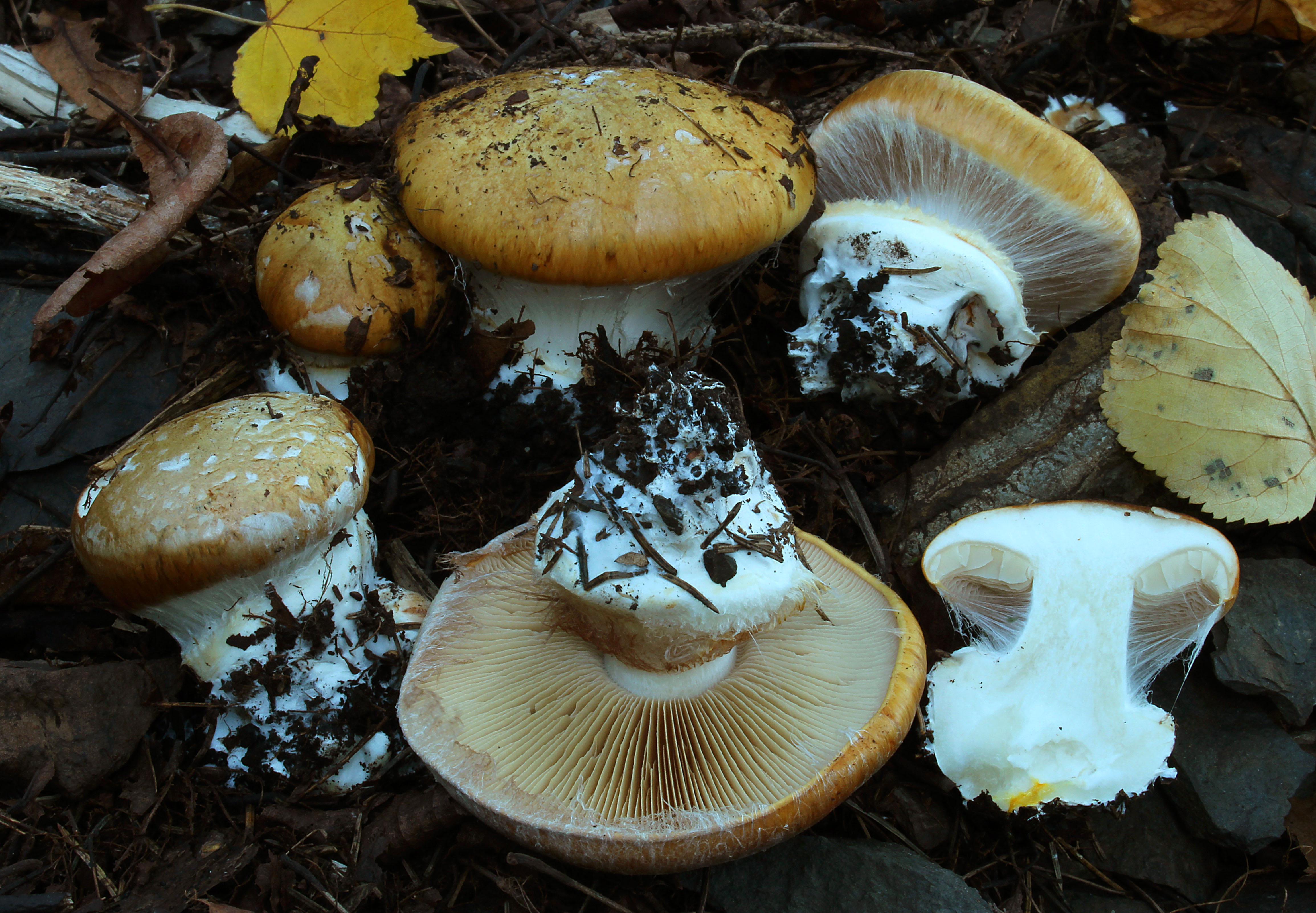
!Cortinarius saporatus!
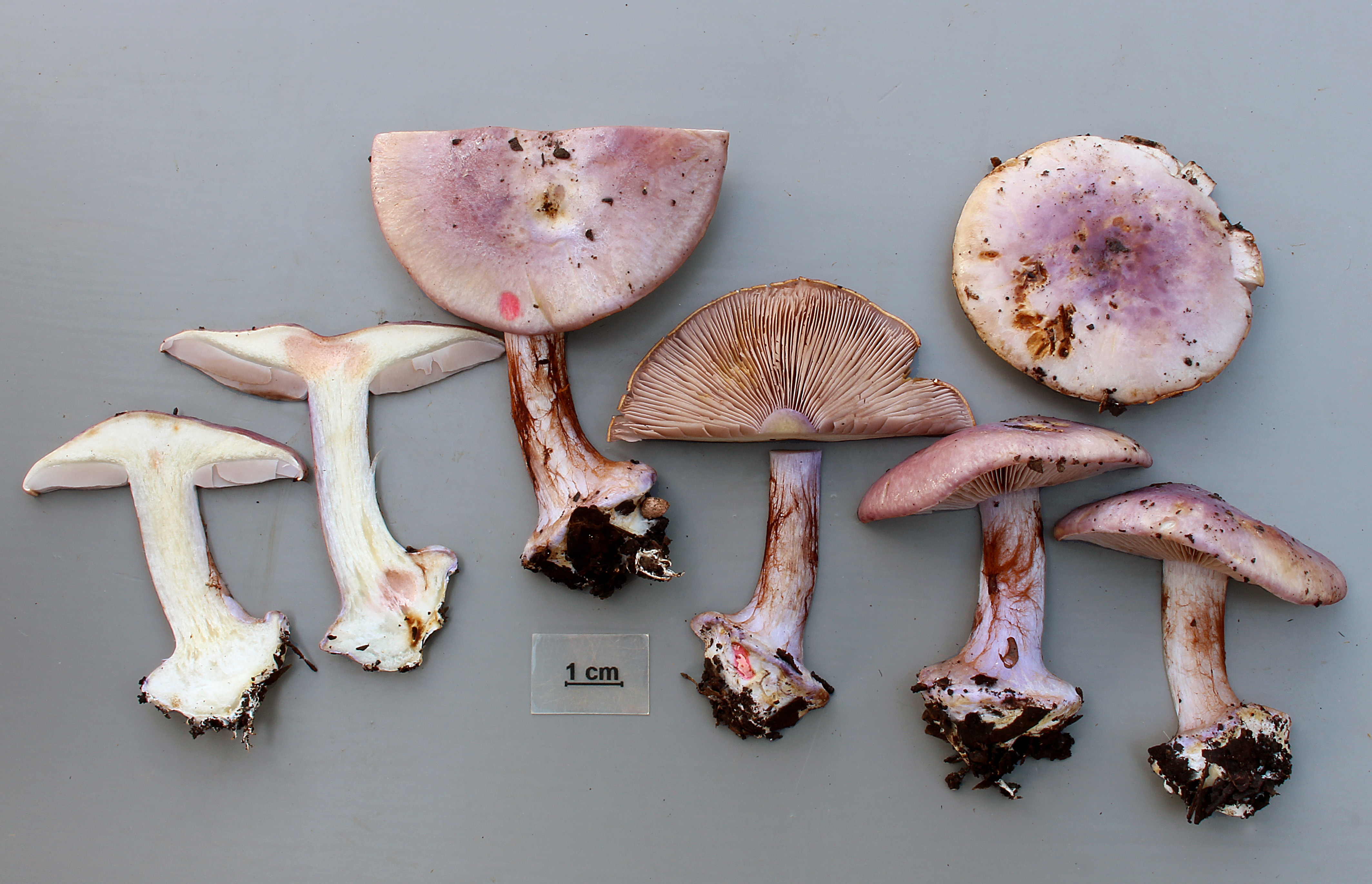
!Cortinarius sodagnitus!

## Valorificare
Această ciupercă nu este otrăvitoare, dar din cauza exteriorului adesea mucos și al consistenței cărnii este vazută necomestibilă. Atenție! Pe timp uscat buretele poate fi confundat cu specii toxice.